# Џизакска област
Џизакска област (узб. Jizzax viloyati, Жиззах вилояти; ујг. جىززﻩخ ۋىلايەتى) једна је од 12 области Узбекистана. Подељена је на 12 округа, а главни град области је Џизак.